# وشم سینه‌گندمی
وشم سینه‌گندمی (نام علمی: Nothocercus julius) نام یک گونه از سرده دروغین‌دم‌ها است.